# Trichia varia
Trichia varia ist eine weltweit verbreitete Art der Schleimpilze aus der Ordnung der Trichiida.

## Beschreibung
Das Plasmodium ist weiß. Die kleine bis große Ansammlungen bildenden Fruchtkörper sind meist ungestielte, gelegentlich kurzgestielte Sporokarpe, selten finden sich plasmodiokarpartige Formen. Die ockergelben bis gelbbraunen oder olivfarbenen, schimmernden bis glänzenden Fruchtkörper sind kugelförmig, verkehrt eiförmig, keulenförmig bis leicht länglich und messen 0,5 bis 0,9 Millimeter im Durchmesser.
Der Hypothallus ist dünn, unscheinbar, farblos bis braun und häutig bis hornartig, der Stiel -soweit vorhanden- bis zu 0,5 Millimeter hoch, dunkelbraun bis schwarz, verdickt und gerieft. Das häutige Peridium ist gelb, glänzend oder mit braunen Verdickungen besetzt. Das gelbe bis ockerfarbene Capillitium besteht aus unverwachsenen, meist unverzweigten, 3 bis 5 Mikrometer dicken und langen Elateren, die zwei bis drei unregelmäßig und locker gewundene, hervorstehende Spiralstränge tragen. Deren Enden sind gebogen, laufen spitz zu und sind rund doppelt so lang wie ihr Durchmesser. Die Sporenmasse ist gelb bis ockerfarben oder orangegelb, im Durchlicht blassgelb. Die Sporen sind 12 (selten ab 11) bis 14 Mikrometer im Durchmesser und leicht warzig.

## Verbreitung
Die Art ist weltweit verbreitet. Sie findet sich üblicherweise auf Totholz, gelegentlich aber auch auf der Rinde lebender Bäume.

## Systematik und botanische Geschichte
Trichia varia wurde 1791 durch Christian Hendrik Persoon als Stemonitis varia erstbeschrieben und 1794 durch ihn in die Gattung Trichia überstellt. Ein Holotyp ist in der Erstbeschreibung nicht angegeben, locus classicus ist Deutschland.

## Nachweise
Fußnoten direkt hinter einer Aussage belegen die einzelne Aussage, Fußnoten direkt hinter einem Satzzeichen den gesamten vorangehenden Satz. Fußnoten hinter einer Leerstelle beziehen sich auf den kompletten vorangegangenen Absatz.
1. 1 2 3 4  Marie L. Farr: Myxomycetes. In: Flora Neotropica. Band 16. The New York Botanical Garden, New York 1976, ISBN 0-89327-009-1, S. 93–94.
2. ↑  Henry Stempen, Steven L. Stevenson: Myxomycetes. A Handbook of Slime Molds. Timber Press, 1994, ISBN 0-88192-439-3, S. 158–159.